# Dragons de la Garde royale italienne
Le régiment de dragons de la Garde royale italienne est une unité de cavalerie de ligne du royaume d'Italie. Créé en 1804 par décret du vice-roi d'Italie Eugène de Beauharnais, il demeure en service dans l'armée de cet État jusqu'en 1814, date de la chute du royaume.

## Historique

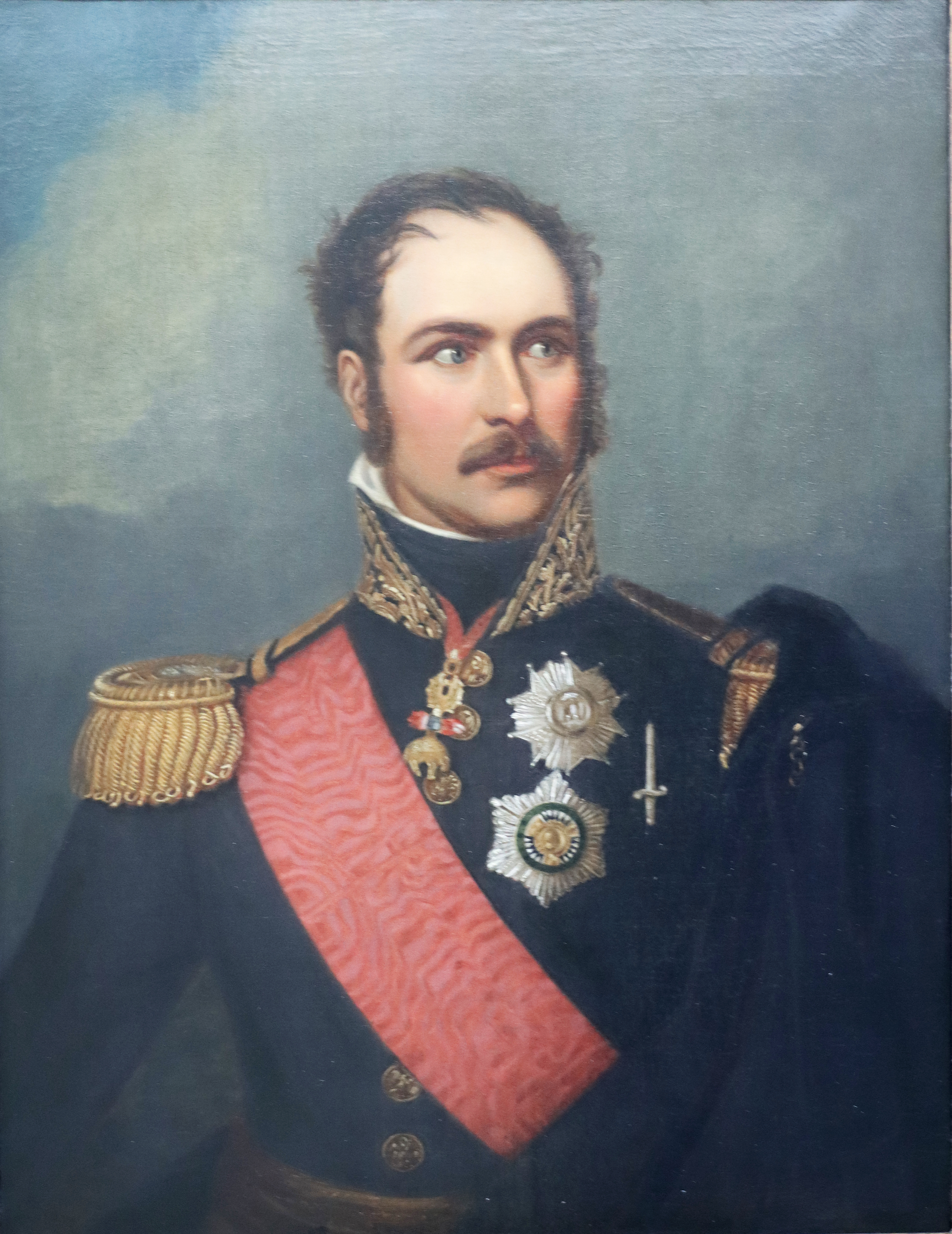
Eugène de Beauharnais, vice-roi d'Italie.

Créés par le vice-roi Eugène de Beauharnais, les dragons de la Garde royale sont l'une des premières unités du jeune royaume d'Italie. D'après le décret du 20 juin 1805 : « Titre IV. Des Gardes de la ligne, article 20. Les Gardes de la ligne seront composés de : - un escadron de quatre compagnies de dragons. Chaque compagnie sera de 100 hommes dont 60 à cheval et 40 à pied. Le corps sera commandé par un colonel ». 
Jusqu'en 1812, le régiment remplit avant tout des missions protocolaires, que ce soit pour des escortes ou pour représenter le pouvoir de Napoléon Ier, empereur des Français et roi d’Italie. En 1812, la Grande Armée entre en Russie en franchissant le Niémen. Parmi l'« armée des vingt nations » se trouvent les dragons de la Garde royale. À l'instar des autres unités de la Garde royale italienne et de la Garde impériale, ils sont présents à la bataille de la Moskova mais ne sont pas engagés. Ils jouent en revanche un rôle actif lors de la retraite de Russie.

## Uniformes
L'uniforme des dragons de la Garde royale italienne est similaire à celui de leurs homologues français, les dragons de la Garde impériale, à savoir un habit de couleur verte avec retroussis rouge et un plumet rouge. Seule différence sur les ornements des retroussis, les grenades ne sont pas couleur or, mais blanches. L'équipement (casque, bottes à l'écuyère, sabre, fusil, etc.) est identique. La sellerie est la même, la seule différence étant que chez les dragons de la Garde impériale il y a une couronne couleur or sur la housse-croupelin tandis que chez les dragons de la Garde royale, il y a une grenade couleur blanche comme pour les retroussis. 
Le trompette est lui aussi en habit bleu, mais les revers ne sont pas blanc, mais rouge-rose un peu comme les Gardes françaises. Le plumet est bleu et la crinière rouge rose sur le casque. À noter que sur le tablier de trompette est inscrit Guardia Reale Italiana, soit « Garde royale italienne », pas d'inscription notifiant l'appartenance à une unité de dragons. Comme pour les unités françaises, le trompette monte un cheval de robe grise tandis que le reste du régiment monte des chevaux de robe foncés, dans ce cas-ci de robe alezane. Les revers de veste sont droits, les parements sont ouverts sur le dessus et de la même couleur que l'habit.

## Sources
1. ↑  « La série baptisée « Armata italiana 1809 » | HISTUNIF » (consulté le 15 mars 2024)
2. ↑  André Jouineau et Jean-Marie Mongin, Les Italiens de l'Empereur : 1795-1815, de la légion cispadane à la chute du royaume de Naples, Heimdal, 2019 (ISBN 978-2-84048-547-6).